# Róios
Róios is een plaats (freguesia) in de Portugese gemeente Vila Flor en telt 176 inwoners (2001).